# Johannes Kinnema

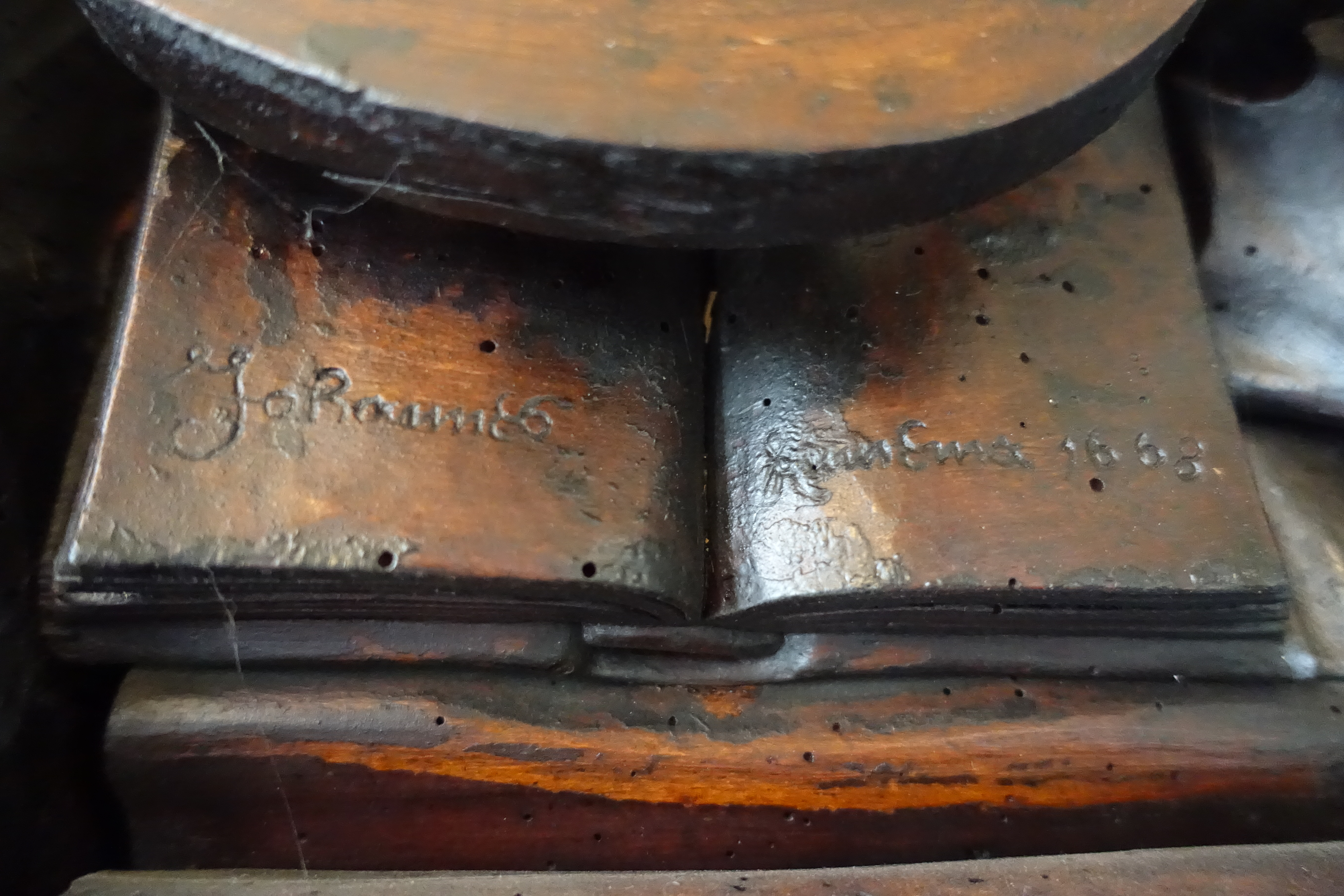
Signering van de lijst om het schilderij Slag op de Zuiderzee

Johannes Kinnema (overleden 1673) was een 17e-eeuwse houtsnijder afkomstig uit Friesland, maar werkzaam in Alkmaar. Zijn geboortedatum en -plaats zijn niet bekend, ook over zijn overlijdensdatum is geen duidelijkheid. Hij is overleden in Alkmaar en aldaar begraven in de Grote Kerk op 24 juni 1673.

## Biografie
Kinnema heeft zelf aangegeven in het Friese dorp Ferwerd geboren te zijn. Terwijl hij aan de Langestraat in Alkmaar woonde, was hij poorter van die stad. Op 13 mei 1666 werd Kinnema eveneens in Amsterdam ingeschreven als poorter. Waarom hij in zowel Alkmaar als Amsterdam poorter is geweest, is niet bekend. Kinnema was getrouwd met Claesje Claes en kreeg met haar drie kinderen: Elout (gedoopt op 10 april 1661), Kniertje (gedoopt op 28 augustus 1665) en Sixtus (gedoopt op 19 juli 1668). In 1670 overleed Claesje, drie jaar later op 22 januari 1673 hertrouwde Kinnema met de weduwe Jans Tralijs. Ongeveer vier maanden later overleed Kinnema. Op 4 januari 1674 werd zijn laatste kind gedoopt, voor hem heeft Kinnema nog in zijn testament dingen kunnen regelen, omdat hij zijn einde aan heeft voelen komen.

## Werken
Van Kinnema zijn zeer weinig werken bekend. De werken die bekend zijn, zijn allemaal voor overheden of kerkelijke instanties gemaakt. Hierdoor is er het vermoeden dat er veel meer werken van Kinnema moeten zijn. Delen van de orgelkas in de Bonifaciuskerk te Medemblik zijn van de hand van Kinnema.
De Gecommitteerde Raden van de Staten van Holland en West-Friesland hebben Kinnema in 1663 de opdracht gegeven om een lijst voor het schilderij Slag op de Zuiderzee van J. Blanckerhoff te maken. Een jaar later bracht Kinnema een proefstuk naar de heren van de Gecommitteerde Raden. Dit proefstuk, het wapen van West-Friesland met aan weerszijden een afgewende leeuw, is gesigneerd en gedateerd door Kinnema. Het bevindt zich nu in het Westfries Museum in Hoorn. Het schilderij is sinds 1935 in eigendom van het Rijksmuseum Amsterdam. Het werk hangt in de Ceciliakapel van het voormalige Ceciliaklooster dat nu onderdeel uitmaakt van het Statenlogement in Hoorn.

### Afbeeldingen
In de regio West-Friesland zijn twee werken en een voorstudie bekend van Kinnema. De voorstudie betreft het wapen van West-Friesland uitgevoerd in hout. Deze is gemaakt om zijn kwaliteit als houtsnijder te tonen voor de lijst van het schilderij van Blanckerhoff.

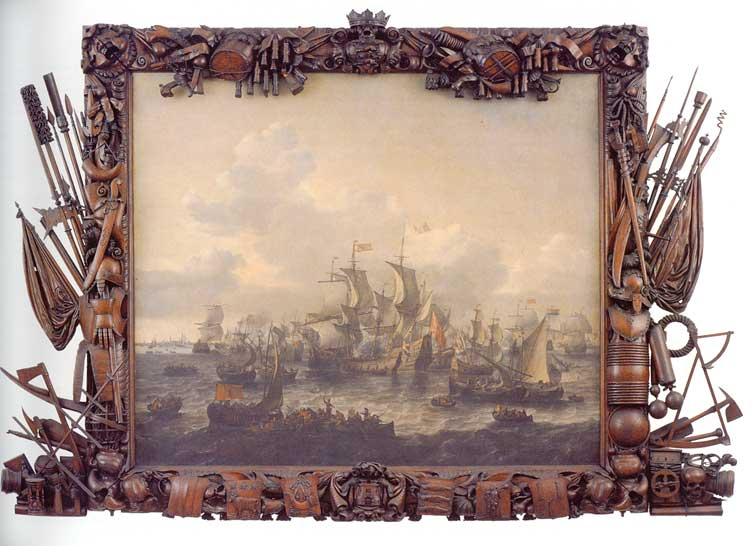
De Zeeslag op de Zuiderzee door Jan Theunisz. Blanckerhoff. Lijst is in 1668 opgeleverd.
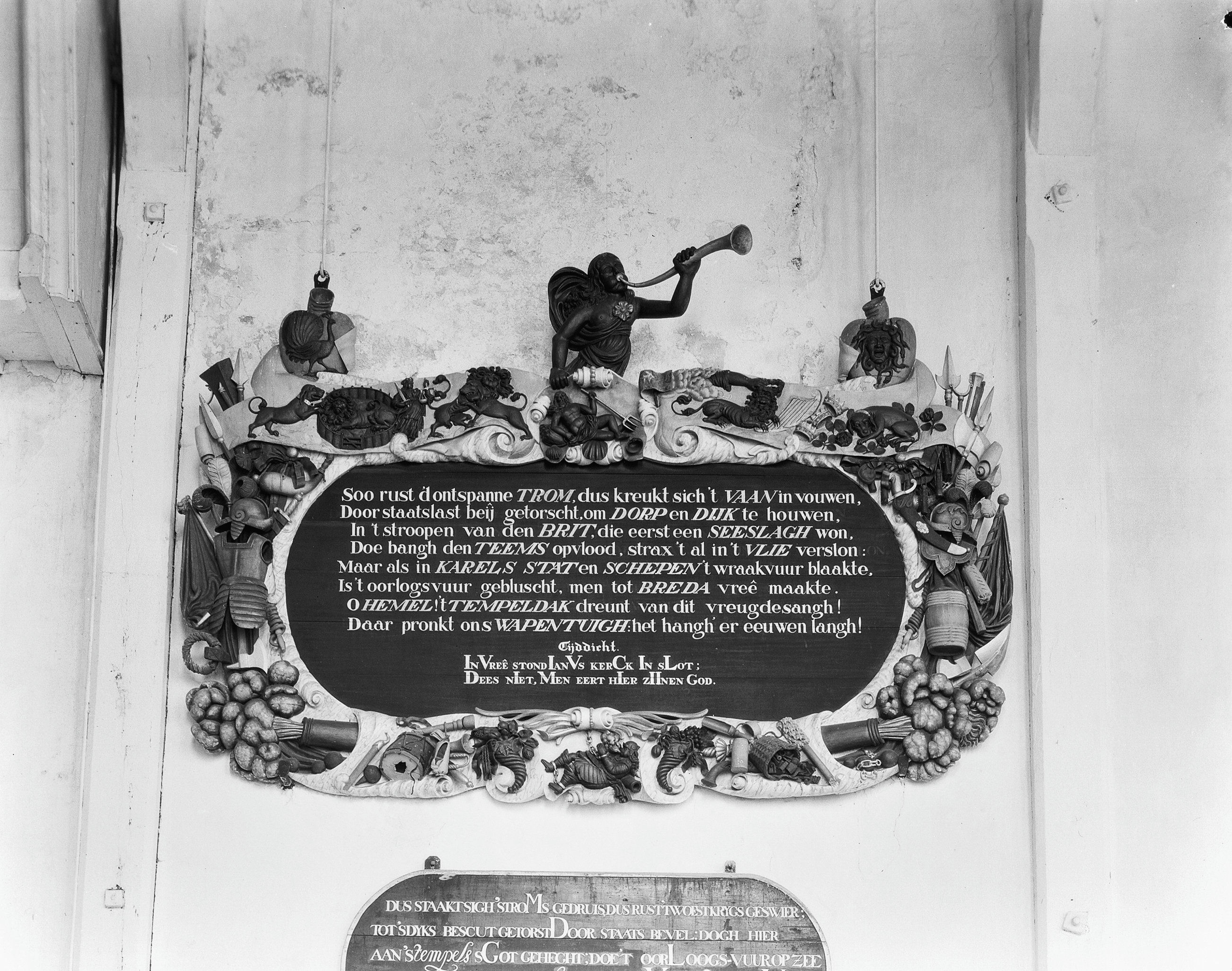
Cartouche in de hervormde kerk van Wognum.

Van Kinnema is bekend dat hij de panelen van het kansel in de Martinikerk van Bolsward heeft gemaakt.

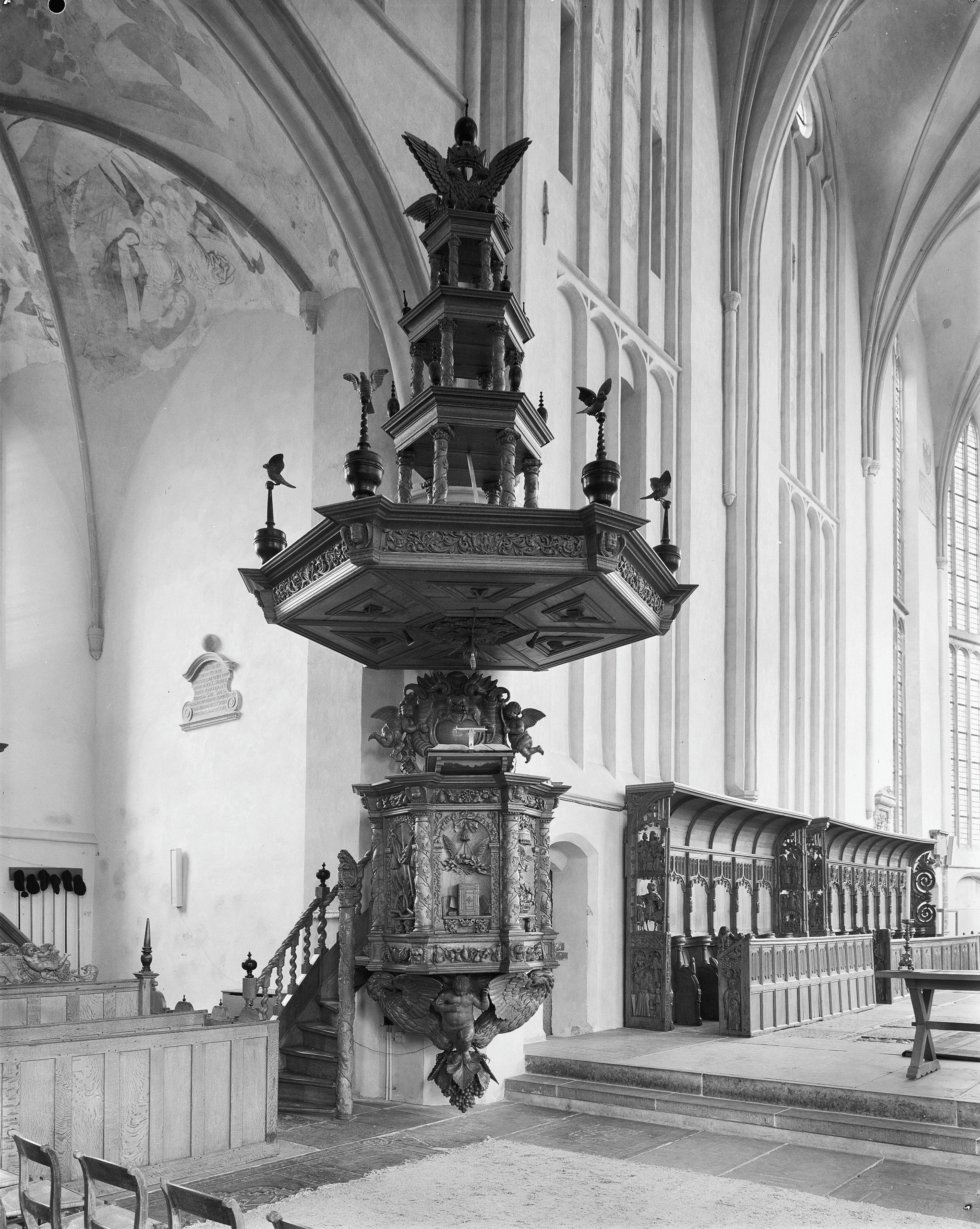
De preekstoel in de Martinikerk
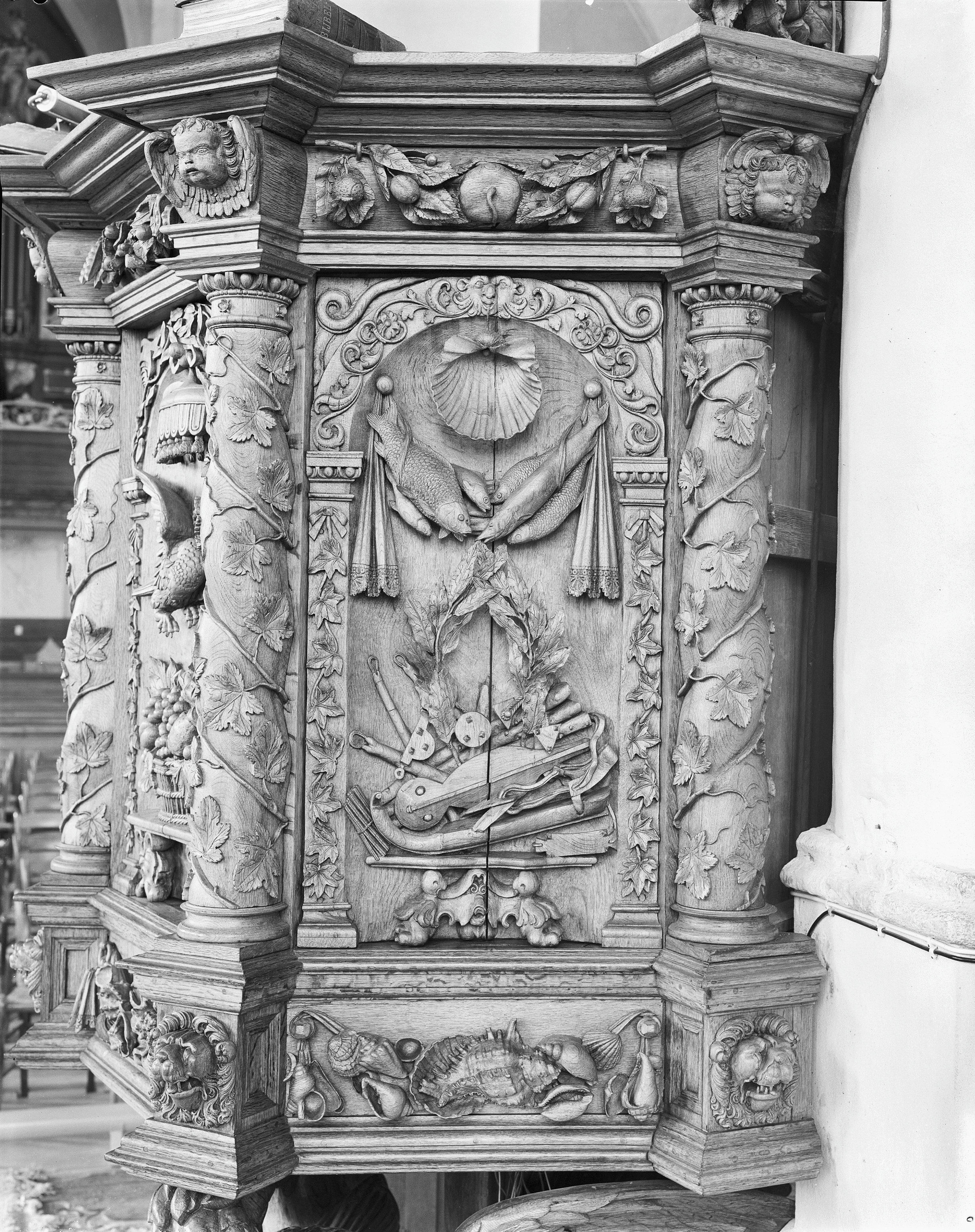
Meest rechter paneel
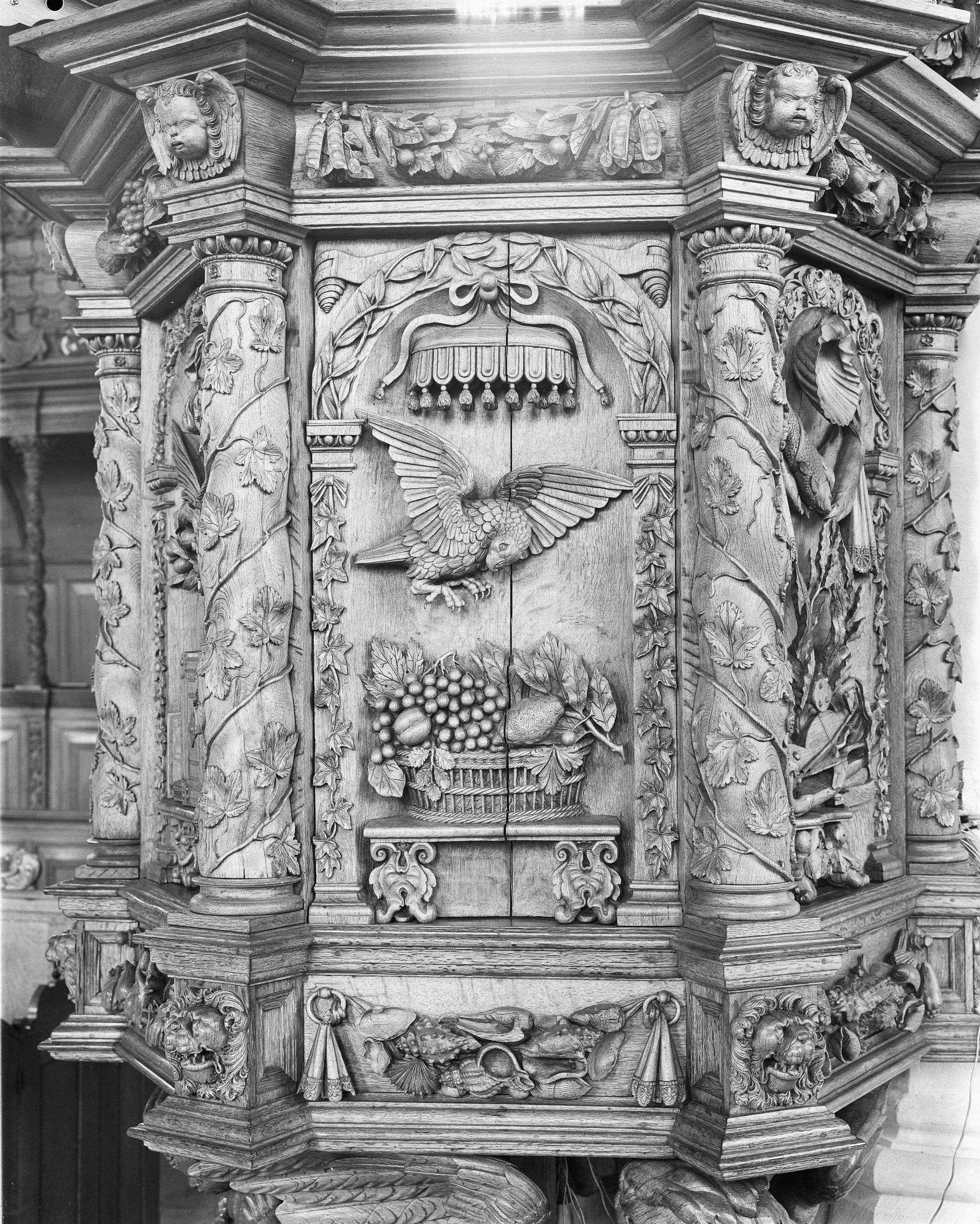
Middelste paneel
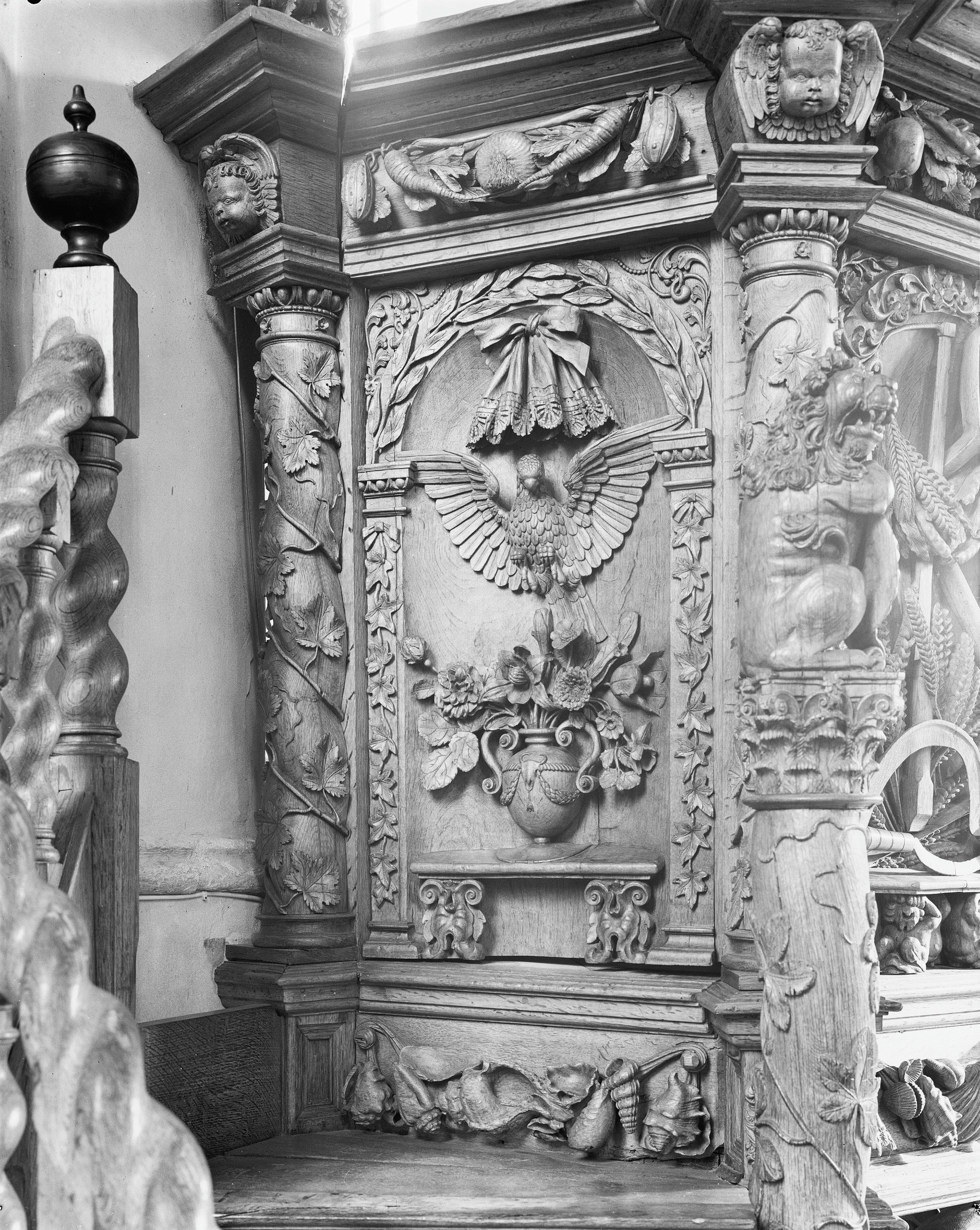
Deur/meest linker paneel

- Biografisch Portaal: 62266698
- RKD-Nederlands Instituut voor Kunstgeschiedenis: 257407